# Ambohimilanja (Amoron'i Mania)
Ambohimilanja is een plaats en commune in het centrum van Madagaskar, behorend tot het district Manandriana, dat gelegen is in de regio Amoron'i Mania. Tijdens een volkstelling in 2001 telde de plaats 6.231 inwoners.
De plaats biedt enkel lager onderwijs aan. 48,5 % van de bevolking werkt als landbouwer en 48,5 % houdt zich bezig met veeteelt. Het belangrijkste landbouwproduct is rijst; andere belangrijke producten zijn mais en zoete aardappelen. Verder is 3% actief in de dienstensector.